# Брейд, Джон
Джон Брейд (англ. John Braid; 29 января 1869, Керколди, Файф — 9 апреля 1960, Эдинбург) — французский крикетист, серебряный призёр летних Олимпийских игр 1900 года.
На Играх участвовал в единственном крикетном матче Франции против Великобритании, который его команда проиграла, и Брейд получил серебряную медаль. За игру он получил 32 очка.